# Sharp-SAT
Na teoria da complexidade computacional, #SAT, ou Sharp-SAT é um problema de função relacionado com o problema da satisfabilidade booleana.

## Conceito
O problema #SAT consiste em contar o número de resultados satisfatórios de uma dada fórmula booleana. 

## Notoriedade
É uma problema muito conhecido e integra a classe de problemas de mais importantes na teoria da complexidade computacional.

## Características
É um problema P-completo já que qualquer máquina NP pode ser codificada em uma formula Booleana por um processo similar ao descrito no teorema de Cook-Levin, de tal modo que o número de atribuições satisfatórias da fórmula booleana é igual ao número de caminhos aceitáveis da máquina NP.

## O problema #3SAT
Qualquer formula em SAT pode se escrita como uma forma normal conjuntiva, preservando o número de atribuições satisfatórias; sendo assim, os problemas #SAT e #3SAT são equivalentes e são ambos P-completos.

## Nota
- Este artigo foi inicialmente traduzido, total ou parcialmente, do artigo da Wikipédia em inglês cujo título é «Sharp-SAT», especificamente desta versão.